# Marco Bui
Marco Bui, né le 17 octobre 1977 à Mestre, est un coureur cycliste italien spécialiste de VTT cross-country. Il termine 3e du championnat d'Europe de VTT cross-country 2005.

## Palmarès en VTT cross-country

### Championnats d'Europe
- 2005 :  Médaillé de bronze du cross-country

### Championnats d'Italie
- 2001
  -  Champion d'Italie de cross-country
- 2003
  -  Champion d'Italie de cross-country
- 2005
  -  Champion d'Italie de cross-country